# 衣
料理において衣（ころも）とは揚げ物や和え物などで食材の周りに付けるものである。

## 揚げ物
揚げ物の衣（揚げ衣）は食感を良くしたり、材料の過度の加熱を避けるものである。バッター液が使われることもある。
天ぷら
天ぷらの場合、薄力粉（天ぷら粉）を冷水と鶏卵で溶いたものを用いることが多い。温度が上がったりかき混ぜ過ぎたりすると、小麦に含まれるタンパク質（グルテン）が結合してしまい、さくさくした食感が得られなくなる。さっくり揚げるために、ふくらし粉を少量加える場合もある。また「変り揚げ」と称して、短く切った蕎麦、素麺、春雨、細かく切ったゆばなどを用いる場合もある。
天ぷらの衣の吸油率は15〜25%で衣が厚くなるほど吸油率も高くなる。
フライ
日本式のフライやカツレツの場合、材料に小麦粉、とき卵、パン粉を順番に付けて用いる。フライの衣の吸油率は10〜20%で乾燥パン粉よりも生パン粉のほうが吸油率も高くなる。これは水分が油で置換される為である。
日本以外のフライでは、天ぷらに似たフリッター（卵と小麦粉を混ぜたものを付けて揚げる）や、パン粉ではなくアーモンドスライスやクルトンをまぶしたり、食パンを巻き付けて衣とするものもある。また、ムニエル（材料に塩と小麦粉をまぶして焼く）などの調理法も存在する。
唐揚げ
唐揚げの衣には小麦粉（薄力粉）や片栗粉を用いる。唐揚げの衣の吸油率は6〜8%で片栗粉よりも小麦粉のほうが吸油率は高くなる。

## 和え物
和え物で何らかの下処理をした食材を和えるときの調味液・加味品を和え衣という。

## 和菓子
揚げ物以外でも和菓子のきんつばなどは小麦粉を水で溶いたものを付けて焼くが、これも衣と呼ばれることがある。また栗金団の周囲のサツマイモで作られた餡などのようなものを衣という場合もある。